# لوئیس پاسامونتس
لوئیس پاسامونتس (اسپانیایی: Luis Pasamontes‎؛ زادهٔ ۲ اکتبر ۱۹۷۹) دوچرخه‌سوار اهل اسپانیا است. وی در مسابقات تور دو فرانس و جیرو دیتالیا شرکت کرده است.